# Nordwestblock

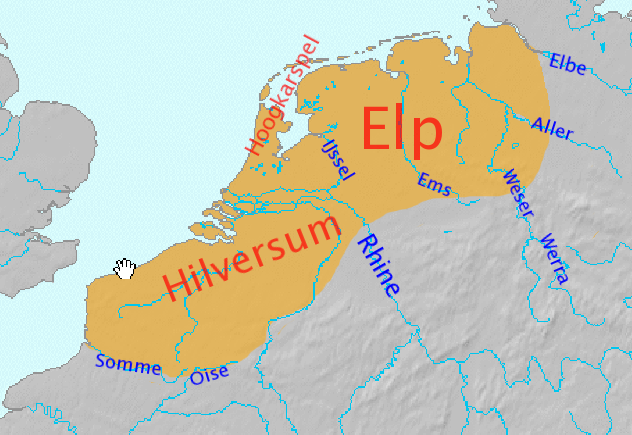
Mapa mostrando a extensão do Nordwestblock.

O Nordwestblock (literalmente "Bloco do Noroeste", em alemão) é uma região cultural hipotética, proposta por diversos acadêmicos do século XX como uma cultura pré-histórica, que teria como seus limites os rios Meuse, Elba, Somme e Oise (nos atuais Países Baixos, Bélgica, norte da França e oeste da Alemanha) durante as Idades do Bronze e do Ferro (do terceiro ao primeiro milênio antes de Cristo) até a gradual aparição das fontes históricas, no século I.
A teoria foi proposta pela primeira vez em 1962 pelo historiador Rolf Hachmann, pelo arqueólogo Georg Kossack e pelo linguista Hans Kuhn. Continuaram o trabalho do linguista belga Maurits Gysseling, que se inspirou em outro conterrâneo seu, o arqueólogo Siegfried De Laet. A proposta original de Gysseling incluia estudos que indicavam que outro idioma teria existido em algum ponto entre o germânico e o céltico na região belgiana (sic).
O próprio termo Nordwestblock foi cunhado por Hans Kuhn, por considerar que os habitantes desta região não seriam germânicos nem celtas, como uma tentativa assim de atribuir a este povo uma etnia ou cultura diferente. De acordo com Kuhn e seus seguidores, a região teria sido germanizada a partir do início da Era Cristã, no mais tardar.